# 長腹黑卵蜂
長腹黑卵蜂（学名：Telenomus rowani）为緣腹細蜂科黑卵蜂屬下的一个种。